# Христо Рутев
Христо Рутев е български революционер, деец на Вътрешната македонска революционна организация.

## Биография
Христо Рутев е роден в гевгелийското село Шльопинци, тогава в Османската империя, днес в Гърция. Присъединява се към ВМРО като четник в ениджевардарската чета. След убийството на Александър Протогеров през 1928 година застава на страната на протогеровистите. Участва в Протогеровистката експедиция към Петрички окръг от същата година. Тано Дончев и Христо Рутев са от малкото спасили се, благодарение на военната власт в Разлог. Задържан е заедно с Георги Лятев за убийството на Пандил Шишков през 1929 година, след което дълго време са тормозени в затвора.